# アミール・ウェブ
アミール・ウェブ（Ameer Webb、1991年3月19日 ‐ ）は、アメリカ合衆国・カーソン出身の陸上競技選手。専門は短距離走。100mで9秒94、200mで19秒85の自己ベストを持つ。2017年ロンドン世界選手権男子200mのファイナリスト（5位）である。

## 経歴

### 高校時代まで
カリフォルニア州カーソンに生まれ、南カリフォルニアのタスティンで育った。祖父はテキサス州の220yチャンピオン、父はカリフォルニア州で活躍したスプリンターで、スプリンターの遺伝子を受け継いだウェブもタスティン高校 (Tustin High School) 時代には2年連続で100mと200mのカリフォルニア州タイトルを獲得するなど活躍した。しかし、NFLのデンバー・ブロンコスの熱狂的ファンのウェブは陸上競技よりもアメリカンフットボールに情熱を注ぎ、その快足を生かしランニングバックで活躍した。

### 大学時代
セリトス大学 (Cerritos College) でもアメリカンフットボールに取り組んだが、ディフェンシブサイドへのポジション転向を試みるも上手くいかなかった。しかし、陸上競技では100mで10秒16、200mで20秒33の大学記録を樹立し、両種目でカリフォルニア州コミュニティカレッジのチャンピオンに輝いた。
陸上競技に専念することを決めたウェブ2011年末にテキサスA&M大学へ進むと、在籍した2シーズンの間に全米学生室内選手権男子200mを連覇、全米学生選手権男子200mで優勝（2位が1回）するなど、200mで全米学生チャンピオンに3回輝いた。全米学生室内選手権初優勝を果たした2012年大会では予選で今季室内世界最高記録となる20秒39、連覇を果たした2013年大会では予選で室内全米歴代10位・室内全米学生歴代8位（ともに当時）の20秒37をマークした。
6月下旬の全米選手権男子200m決勝では20秒20（+1.6）の自己ベスト（当時）をマークするも5位（当時）に終わり、モスクワ世界選手権アメリカ代表の座を0秒10差で逃した。

### プロ時代

#### 2014年
世界大会デビューとなった5月の世界リレー男子4×200m決勝でアメリカチームの3走を務めたが、2走のカーティス・ミッチェルとのバトン交換で違反があったため、アメリカチームは1分20秒61で3位に入ったものの失格に終わった。

#### 2015年
6月の全米選手権男子200mでは2年ぶりに決勝に進出するも20秒30（+0.4）の6位に終わり、表彰台および北京世界選手権アメリカ代表には0秒20届かなかった。今シーズンはきつい練習もこなし、やるべき事をすべてやって臨んだ結果が6位ということにショックだったウェブは陸上競技をやめて警察官に転職することを検討したが、陸上競技をやめることはできなかった。

#### 2016年
4月9日のSun Angel Track Classic男子100mで9秒台に迫る10秒03（+1.1）の自己ベスト（当時）をマークすると、1週間後の16日に行われたマウント・サック・リレー (Mt. SAC Relays) では、男子100mは追い風参考記録ながら9秒90（+2.4）、男子200mは自身初の19秒台となる19秒91（+1.0）をマークした。
5月6日のダイヤモンドリーグ・ドーハ大会男子200mで19秒85（+1.9）をマークし、自己ベストを0秒06、大会記録を0秒17更新してダイヤモンドリーグ初優勝を飾った。6月2日のダイヤモンドリーグ・ゴールデンガラ・ピエトロ・メンネアでは男子200mを20秒04（+0.6）で制すると、80分後に行われた男子100mは0秒01差で優勝こそ逃したものの9秒94（+1.0）の自己ベストをマークし、公認記録で初めて10秒の壁を突破した。
7月の全米選手権男子200mは予選を20秒27（+0.9）、準決勝を全体2位の19秒97（+1.4）で突破すると、迎えた決勝ではジャスティン・ガトリン（19秒75）、ラショーン・メリット（19秒79）に次ぐ20秒00（+1.6）で3位に入り、リオデジャネイロオリンピックアメリカ代表の座を掴んだ。8月のリオデジャネイロオリンピック男子200mにはラショーン・メリット（19秒74）、ジャスティン・ガトリン（19秒75）に次ぐ今季世界ランク3位（19秒85）として臨むと、4レーンからのスタートとなった予選は直線に入って組2着以内（着順で準決勝に進出できる）を確信したが、大外（8枠）から追い上げてくる選手に気づかず20秒31（-0.2）で3着に終わった。タイムで拾われる最後の枠にギリギリ滑り込み準決勝進出は果たしたものの、2レーンからのスタートとなった準決勝は20秒43（-0.3）の組6着に終わり、決勝に進出することはできなかった。

#### 2017年
3年ぶり2回目の出場となった4月の世界リレーでは男子4×200mでアメリカチームのアンカーを務めると、優勝したカナダには0秒46及ばなかったものの1分19秒88で銀メダル獲得に貢献した。
6月25日の全米選手権男子200m決勝ではクリスチャン・コールマンをフィニッシュ直前でかわし（0秒01差）、20秒09（-2.3）で初優勝を飾るとともにロンドン世界選手権アメリカ代表の座を掴んだ。迎えた8月のロンドン世界選手権男子200mでは決勝に進出し、20秒26（-0.1）で5位に入った。

## 自己ベスト
記録欄の（　）内の数字は風速（m/s）で、+は追い風を意味する。
| 種目 | 記録          | 年月日        | 場所             | 備考           |
| 屋外 | 屋外          | 屋外          | 屋外             | 屋外           |
| ---- | ------------- | ------------- | ---------------- | -------------- |
| 100m | 9秒94 (+1.0)  | 2016年6月2日  | ローマ           |                |
| 100m | 9秒90w (+2.4) | 2016年4月16日 | ウォルナット     | 追い風参考記録 |
| 200m | 19秒85 (+1.9) | 2016年5月6日  | ドーハ           |                |
| 室内 |               |               |                  |                |
| 60m  | 6秒58         | 2017年2月4日  | フラッグスタッフ |                |
| 200m | 20秒37        | 2013年3月8日  | フェイエットビル |                |

## 主要大会成績
備考欄の記録は当時のもの
| 年   | 大会                    | 場所             | 種目    | 結果         | 記録            | 備考 |
| ---- | ----------------------- | ---------------- | ------- | ------------ | --------------- | ---- |
| 2014 | 世界リレー (en)         | ナッソー         | 4x200mR | 決勝失格     | DQ (3走)        |      |
| 2015 | 北中米カリブ選手権 (en) | サンホセ         | 200m    | 準決勝3組4着 | 20秒91 (+0.8)   |      |
| 2016 | オリンピック            | リオデジャネイロ | 200m    | 準決勝2組6着 | 20秒43 (-0.3)   |      |
| 2017 | 世界リレー (en)         | ナッソー         | 4x200mR | 2位          | 1分19秒88 (4走) |      |
| 2017 | 世界選手権              | ロンドン         | 200m    | 5位          | 20秒26 (-0.1)   |      |

### ダイヤモンドリーグ
優勝したダイヤモンドリーグの大会を記載（個人種目のみ）。金色の背景はポイント対象レースを意味する。
| 年   | 大会                               | 場所     | 種目 | 記録          | 備考       |
| ---- | ---------------------------------- | -------- | ---- | ------------- | ---------- |
| 2016 | ドーハダイヤモンドリーグ           | ドーハ   | 200m | 19秒85 (+1.9) | 自己ベスト |
| 2016 | ゴールデンガラ・ピエトロ・メンネア | ローマ   | 200m | 20秒04 (+0.6) |            |
| 2017 | ミュラーアニバーサリーゲームズ     | ロンドン | 200m | 20秒13 (-0.7) |            |

### 全米タイトル
優勝した全米大会を記載
| 年   | 大会               | 場所             | 種目 | 記録          | 備考                                              |
| ---- | ------------------ | ---------------- | ---- | ------------- | ------------------------------------------------- |
| 2012 | 全米学生室内選手権 | ナンパ           | 200m | 20秒57        | 予選20秒39：自己ベスト                            |
| 2013 | 全米学生室内選手権 | フェイエットビル | 200m | 20秒42        | 予選20秒37：室内全米歴代10位・室内全米学生歴代8位 |
| 2013 | 全米学生選手権     | ユージーン       | 200m | 20秒10 (+2.6) |                                                   |
| 2017 | 全米選手権         | サクラメント     | 200m | 20秒09 (-2.3) |                                                   |